# The Works
《The Works》는 영국의 록 밴드 퀸의 열한 번째 스튜디오 음반이다. 1984년 2월 27일, 영국에서 음반 녹음이 완료된 직후 EMI 레코드에 의해 발매되었으며 이는 이 밴드가 미국 캐피틀 레코드에서 발매한 첫 번째 스튜디오 음반이다. 신스 헤비 《Hot Space》 (1982년) 이후, 이 음반은 여전히 80년대 초반의 복고미래주의 전자 음악 (프레디 머큐리)과 뉴욕 펑크 장면 (존 디콘)을 통합하면서 브라이언 메이와 로저 테일러의 록 사운드가 다시 등장했다. 1983년 8월부터 1984년 1월까지 캘리포니아주 로스앤젤레스의 레코드 플랜트 스튜디오와 독일 뮌헨의 뮤직랜드 스튜디오에서 녹음된 이 음반의 제목은 녹음이 시작될 때 테일러가 한 논평 "Let's give the works!"에서 따왔다.
10년 동안, 미국에서 〈I Want to Break Free〉의 뮤직 비디오에 대한 부정적인 반응 이후, 밴드는 북미 투어를 하지 않기로 결정했고 미국 판매 1위를 잃었지만, 전 세계, 특히 유럽에서의 판매는 훨씬 더 나을 것이다. 1위에 오르는 데 실패했음에도 불구하고, 이 음반은 퀸 스튜디오 음반 중 가장 긴 94주를 영국 음반 차트에 보냈다. 이 작품은 전 세계적으로 6백만 장 이상이 팔렸다.

## 배경 및 녹음
1982년 음반 《Hot Space》의 발매와 후속 투어에 이어 퀸은 다음 해에 휴식을 취하기로 결정했다. 특히 2년 전 남미에서의 성공에 비추어 봄 투어가 가능했던 반면, 장비와 홍보 문제는 이러한 계획에 종지부를 찍었다. 이 기간 동안, 브라이언 메이는 에디 반 헤일런과 다른 사람들과 《Star Fleet Project》에서 일했고, 로저 테일러와 프레디 머큐리는 각각 그들의 솔로 음반인 《Strange Frontier》와 《Mr. Bad Guy》를 작업하기 시작했다. 1983년 8월, 밴드는 재결합하여 11번째 스튜디오 음반 작업을 시작했다. 이 음반은 밴드가 미국, 캐나다, 호주, 일본의 엘렉트라 레코드와의 녹음 계약을 무효화한 후 전 세계 EMI 레코드(및 미국 제휴사 캐피틀 레코드)에서 퀸의 첫 번째 음반이 될 것이다.
녹음은 로스앤젤레스의 레코드 플랜트 스튜디오에서 시작되었으며, 이는 퀸의 미국에서의 첫 녹음이자 뮌헨의 뮤직랜드 스튜디오에서 시작되었다. 또한 이 기간 동안, 그들의 매니저 짐 비치는 그들에게 영화 《뉴 햄프셔 호텔》의 사운드트랙을 작곡할 기회를 제공했다. 밴드는 동의했지만, 곧 그들의 많은 시간이 다가오는 음반 대신 사운드트랙에 사용되고 있다는 것을 알게 되었고, 사운드트랙 프로젝트는 무산되었다. 이 영화를 위해 쓰여진 단 한 곡의 노래인 "Keep Passing the Open Windows"가 《The Works》에 올랐다. 1983년 11월, 로저 테일러의 〈Radio Ga Ga〉가 이 음반의 첫 번째 싱글로 선정되었다.

## 평가
| 평가 점수                     | 평가 점수 |
| 출처                          | 점수      |
| ----------------------------- | --------- |
| AllMusic                      | [ 5 ]     |
| Chicago Tribune               | [ 6 ]     |
| Encyclopedia of Popular Music | [ 7 ]     |
| Rolling Stone                 | [ 8 ]     |
| The Rolling Stone Album Guide | [ 9 ]     |
| Sounds                        | [ 10 ]    |

《롤링 스톤》의 파크 푸터바우는 이 음반을 "그들의 어느 시기의 첫 번째 실제 음반"이자 "하드 록의 왕실 잔치"라고 묘사했다. 《사운즈》의 별 3개 리뷰에서 샌디 로버트슨은 "이번에는 퀸이 안전하게 연주했다"라고 썼다. 회고적인 리뷰에서 올뮤직의 그레그 프라토는 "작곡이 이전의 《Hot Space》보다 확실히 향상되었지만, 그는 또한 "음반적으로 《News of the World》와 《The Game》과 같은 이전 발매들의 펀치가 부족하다"고 믿었다.

## 곡 목록
모든 리드 보컬은 프레디 머큐리이다.
| #  | 제목                 | 작사·작곡     | 재생 시간 |
| -- | -------------------- | ------------- | --------- |
| 1. | 〈Radio Ga Ga〉      | 로저 테일러   | 5:48      |
| 2. | 〈Tear It Up〉       | 브라이언 메이 | 3:28      |
| 3. | 〈It's a Hard Life〉 | 프레디 머큐리 | 4:08      |
| 4. | 〈Man on the Prowl〉 | 머큐리        | 3:28      |

| #  | 제목                                 | 작사·작곡    | 재생 시간 |
| -- | ------------------------------------ | ------------ | --------- |
| 5. | 〈Machines (or 'Back to Humans')〉   | 메이, 테일러 | 5:10      |
| 6. | 〈I Want to Break Free〉             | 존 디콘      | 3:20      |
| 7. | 〈Keep Passing the Open Windows〉    | 머큐리       | 5:21      |
| 8. | 〈Hammer to Fall〉                   | 메이         | 4:28      |
| 9. | 〈Is This the World We Created...?〉 | 메이, 머큐리 | 2:13      |

## 인증
}
| 국가                                                                                         | 인증     | 판매량/출하량 |
| -------------------------------------------------------------------------------------------- | -------- | ------------- |
| 오스트레일리아                                                                               | —        | 100,000       |
| 오스트리아 (IFPI 오스트리아)                                                                 | 플래티넘 | 50,000*       |
| 캐나다 (뮤직 캐나다)                                                                         | 플래티넘 | 100,000^      |
| 덴마크 (IFPI Danmark)                                                                        | 골드     | 10,000        |
| 독일 (BVMI)                                                                                  | 플래티넘 | 500,000^      |
| 이탈리아 (FIMI) sales since 2009                                                             | 골드     | 50,000*       |
| 네덜란드 (NVPI)                                                                              | 골드     | 50,000^       |
| 폴란드 (ZPAV) 2008 Agora SA album reissue                                                    | 플래티넘 | 20,000*       |
| 스페인 (PROMUSICAE)                                                                          | 골드     | 50,000^       |
| 스위스 (IFPI 스위스)                                                                         | 플래티넘 | 50,000^       |
| 영국 (BPI)                                                                                   | 플래티넘 | 300,000^      |
| 미국 (RIAA)                                                                                  | 골드     | 500,000^      |
| *판매량을 기반으로 한 인증 · ^출하량을 기반으로 한 인증 · 판매량+스트리밍을 기반으로 한 인증 |          |               |